# Conditum paradoxum
El conditum paradoxum és un vi especiat molt consumit durant l'època de l'Imperi Romà.
Al llibre de cuina de De re coquinaria Apici hi diu: es cou la mel amb una mica de vi. A la barreja s'hi afegeix com a condiment pebre, llentiscle (fulles de llorer), safrà, dàtils cuits i panses. Per acabar s'afegia a la mescla el vi fins que es feia fluida.